# Grb Gabona
Grb Gabona je dizajnirao švicarski heraldist i veksilologist Louis Mühlemann, koji je ujedno i jedan od osnivača Međunarodne federacije veksiloloških udruga (FIAV), kao i dizajer prijašnjeg grba Konga. U upotrebi je od 15. srpnja 1963.
Grb se sastoji od štita kojeg pridržavaju dvije pantere, koje simboliziraju budnost i hrabrost predsjednika koji štiti državu. Tri zlatna diska pri vrhu štita simboliziraju mineralno bogatstvo države, dok brod simbolizira Gabonovo kretanje u svjetliju budućnost. Stablo Aucoumea klaineana iznad štita predstavlja trgovinu drva. 
Grb sadrži i dvije trake s dva gesla na dva različita jezika. Na traci ispod štita je geslo na francuskom Union, Travail, Justice (Jedinstvo, rad, pravda), a na traci ispod krošnje drveta je geslo na latinskom Uniti progrediemur (Napredujmo zajedno).